# Liste der Baudenkmale in Mistorf
In der Liste der Baudenkmale in Mistorf sind alle denkmalgeschützten Bauten der Gemeinde Mistorf (Mecklenburg-Vorpommern) und ihrer Ortsteile aufgelistet (Stand 10. Februar 2021). 

## Baudenkmale nach Ortsteilen

### Mistorf
| ID   | Lage                        | Bezeichnung              | Beschreibung | Bild                     |
| ---- | --------------------------- | ------------------------ | --- | ------------------------ |
| 2156 | Schwaaner Straße 32 (Karte) | Bauernhaus               | |                          |
| 2157 | (Karte)                     | Kapelle, 14. Jahrhundert | Gotischer, Rck. Backsteinbau mit 3-seit. Ostabschluss und Strebepfeiler von 1342, hölzerner barocker Dachreiter, Reste eines Schnitzaltars vom 15. Jh. | Kapelle, 14. Jahrhundert |
| 2158 |                             | Kriegerdenkmal           | |                          |

### Goldewin
| ID   | Lage                     | Bezeichnung              | Beschreibung | Bild |
| ---- | ------------------------ | ------------------------ | ------------ | ---- |
| 1290 | Am Dorfteich 5/6 (Karte) | Bauernhaus               |              |      |
| 1291 | Am Dorfteich 7 (Karte)   | Bauernhaus               |              |      |
| 1292 | Am Dorfteich 5/6/7       | Fachwerkscheune          |              |      |
| 1293 |                          | Kriegerdenkmal 1914/1918 |              |      |

### Käselow
| ID   | Lage                  | Bezeichnung | Beschreibung | Bild |
| ---- | --------------------- | ----------- | --- | ---- |
| 1907 | Am Gutshaus 9 (Karte) | Gutshaus    | 1-gesch., 11.-achs., sanierter Putzbau mit 2-gesch. Mittelrisalit und Satteldach von um 1870; heute Büronutzung |      |

### Siemitz
| ID   | Lage                  | Bezeichnung                                                   | Beschreibung | Bild |
| ---- | --------------------- | ------------------------------------------------------------- | ------------ | ---- |
| 2261 |                       | Kriegerdenkmal 1914/1918                                      |              |      |
| 2262 | Neue Straße 1 (Karte) | Wohnhaus des Architekten Heinrich Tessenow (zeitweise Konsum) |              |      |

## Quelle
Denkmalliste des Landkreises Rostock A ‐ Z (Stand: 10. Februar 2021; PDF, 497 KB)
- Karte mit allen Koordinaten:
- OSM |
- WikiMap